# Березнівська районна рада
Бере́знівська райо́нна ра́да — орган місцевого самоврядування Березнівського району Рівненської області. Розміщується в м. Березне, котре є адміністративним центром Березнівського району.

## VII скликання

### Склад ради
Загальний склад ради: 34 депутати.
Виборчий бар'єр на чергових місцевих виборах 2015 року подолали місцеві організації дев'яти політичних партій. Найбільше депутатських місць отримала Народна партія — 7; далі розташувались: «Європейська солідарність» — 6 депутатів, Всеукраїнське об'єднання «Батьківщина» — 5, Українська народна партія, Радикальна партія Олега Ляшка, Громадсько-політичний рух Валентина Наливайченка «Справедливість» та Аграрна партія України — по 4 мандати, Всеукраїнське об'єднання «Свобода» та Європейська партія України — по 2 депутатських місця.

### Голова
5 березня 2019 року головою районної ради було обрано депутата від Народної партії Гуменюка Юрія Дмитровича.